# Fegime
Fegime, або фр. Fédération Européenne des Grossistes Indépendants en Matériel Electrique (Європейська федерація незалежних електричних оптових торговців) — бізнес-альянс незалежних приватних підприємств, які займаються гуртовою торгівлею електричним обладнанням.

## Історія
Станом на початок 2005 Fegime стверджувала членство 162 компаній в дев'яти країнах із загальним оборотом в € 1,8 млрд.
Станом на середину 2016 Fegime стверджувала членство 230 компаній 18-ти національних організацій із загальним оборотом в € 4,7 млрд, що охоплювало 10 % європейського ринку.
З 2009 членом Fegime є Fegime Україна.